# Liste der Biografien/Zg
Liste der Biografien |
Portal Biografien |
Personensuche
# |
A |
B |
C |
D |
E |
F |
G |
H |
I |
J |
K |
L |
M |
N |
O |
P |
Q |
R |
S |
T |
U |
V |
W |
X |
Y |
Z |
?
 
Za |
Zb |
Zc |
Zd |
Ze |
Zf |
Zg |
Zh |
Zi |
Zj |
Zk |
Zl |
Zm |
Zn |
Zo |
Zr |
Zs |
Zu |
Zv |
Zw |
Zy |
Zz
Die Liste der Biografien führt alle Personen auf, die in der deutschsprachigen Wikipedia einen Artikel haben. Dieses ist eine Teilliste mit 29 Einträgen von Personen, deren Namen mit den Buchstaben „Zg“ beginnt.

## Zg

### Zga
- Zganca, Floreanu (* 1949), rumänisch-deutscher Eishockeyspieler
- Žganec, Urška (* 1991), slowenische Fußballspielerin

### Zgl
- Zglejszewski, Andrzej (* 1961), polnischer Geistlicher, Weihbischof in Rockville Centre
- Zglenicki, Witold (1850–1904), polnischer Geologe, Ölausbeuter und Philanthrop
- Zglinicki, Anton von (1775–1843), preußischer Generalmajor, Kommandeur der 7. Infanterie-Brigade
- Zglinicki, Friedrich Pruss von (1895–1986), deutscher Künstler, Schriftsteller, Illustrator und Comiczeichner
- Zglinicki, Friedrich von (1818–1886), preußischer Generalmajor, Kommandant von Glogau
- Zglinicki, Paul von (1830–1911), preußischer General der Artillerie
- Zglinicki, Simone von (* 1951), deutsche SchauspielerinSimone von Zglinicki (* 1951)

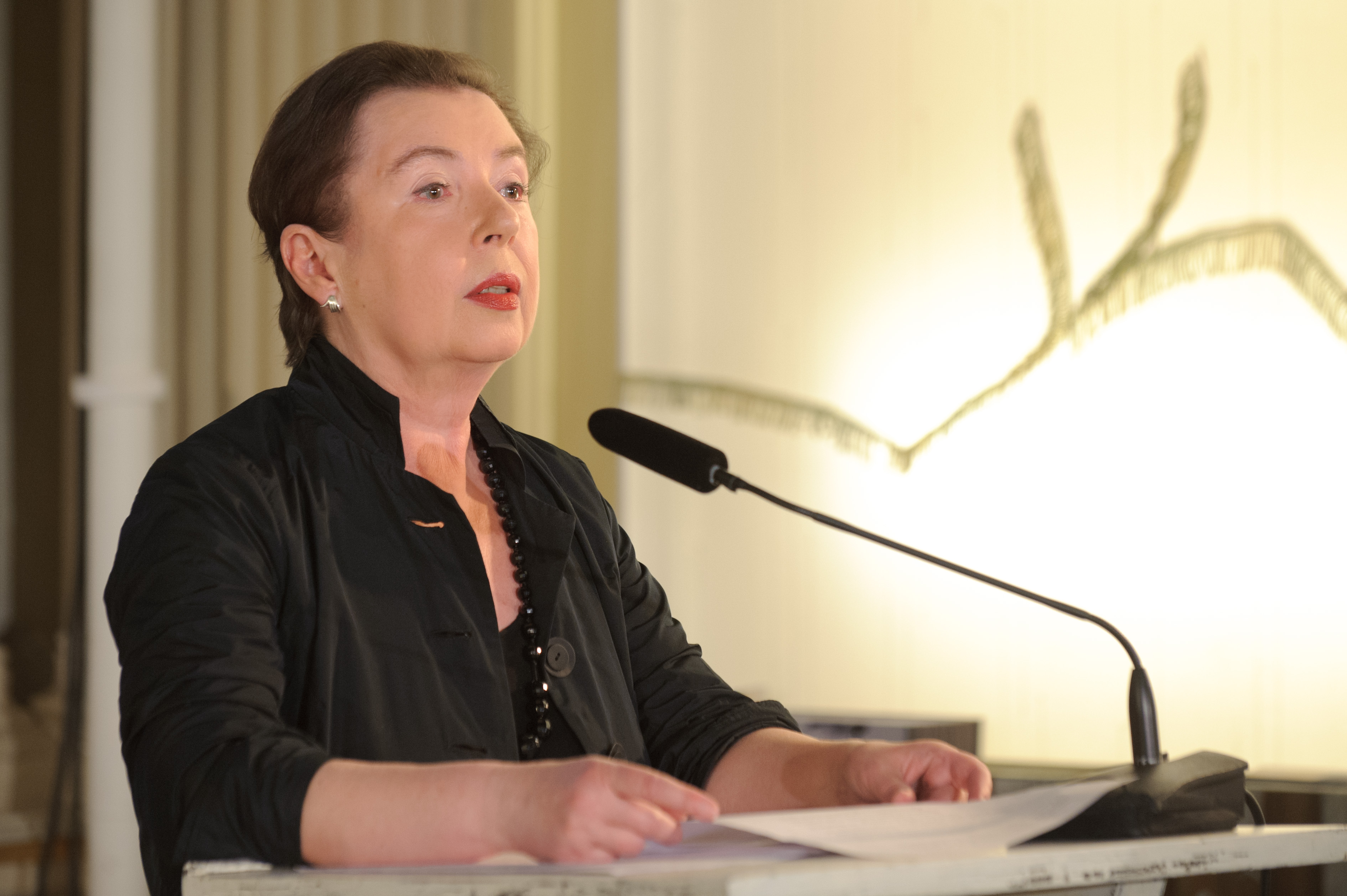
Simone von Zglinicki (* 1951)

- Zglinitzki, Karl von (1815–1883), preußischer Generalleutnant
- Zglinski, Greg (* 1968), polnischer Filmregisseur und Drehbuchautor

### Zgo
- Zgodziński, Jerzy (1927–1996), polnischer Perkussionist und Musikpädagoge
- Zgoll, Annette (* 1970), deutsche Altorientalistin
- Zgoll, Christian (* 1969), deutscher Klassischer Philologe
- Zgorelec, Oliver (* 1979), Schweizer Schauspieler

### Zgr
- Zgrablić, Milan (* 1960), kroatischer Geistlicher, römisch-katholischer Erzbischof von Zadar
- Zgraggen, Alois (1822–1888), letzter Postkondukteur, der eine Postkutsche über den Gotthard begleitete
- Zgraggen, Anton (1873–1933), Schweizer Politiker
- Zgraggen, Ernst (1896–1959), Schweizer Politiker
- Z’graggen, Heidi (* 1966), Schweizer Politikerin, Landammann von Uri
- Z’Graggen, Maria Magdalena (* 1958), Schweizer Künstlerin
- Zgraggen, Remy (* 1980), Schweizer Fussballschiedsrichter und Schiedsrichterassistent
- Zgraggen, Simone (* 1975), Schweizer Geigerin
- Z’Graggen, Yvette (1920–2012), Schweizer Schriftstellerin und Übersetzerin
- Zgraja, Krzysztof (* 1950), polnischer Komponist und Jazz-Flötist
- Zgrzebniok, Alfons (1891–1937), polnischer Offizier und Kommandant der Polska Organizacja Wojskowa Górnego Śląska

### Zgu
- Zgubic, Günther (* 1949), österreichischer Priester
- Zgusta, Ladislav (1924–2007), tschechisch-amerikanischer Sprachwissenschaftler und Lexikograf
- Zgutczyński, Andrzej (* 1958), polnischer Fußballspieler